# 春の手紙
「春の手紙」（はるのてがみ）は、1993年2月3日に発売された大貫妙子の19枚目のシングル。
TBS系ドラマ「家栽の人」の主題歌として使用された。発売元はEASTWORLD/東芝EMI。

## 背景
表題曲「春の手紙」は、ゆったりとした旋律をベースに靱やかなギター・サウンドが加味されたナンバー。家庭裁判所を舞台にしたドラマ「家栽の人」のために書き下ろされた曲で、主題歌を書くにあたり大貫はドラマの台本を何度も読み返し、片岡鶴太郎演じる主人公・桑田判事の台詞をヒントにして楽曲制作を行った。今も第1話の台本を大切に所有しているという。
カップリング曲「会いたい気持」は『カルビーポテトチップス』 TV-CFソング。1993年9月発売のアルバム『Shooting star in the blue sky』には、両曲ともアルバム・ミックスで収録された。
「春の手紙」は、2005年2月発売のアルバム『One Fine Day』にはリメイクヴァージョンが収録され、当ヴァージョンは2010年1月に三井住友フィナンシャルグループのTV-CMソングとしても使用された。2007年12月に発売された日本郵政グループ内の音楽レーベル ”JP MUSIC” の企画によるコンピレーション・アルバム『手紙日和』にも収録されている。
2009年9月に一十三十一が、2010年12月には福原タカヨシがアルバム収録曲としてカバーしている。

## 受容
シンガーソングライターのbirdは、大貫の曲を小さい頃から好んでよく聴いていたといい、春になると聴きたくなる曲のプレイリストに「春の手紙」を入れており、自身がパーソナリティーを務めるラジオ番組の中で紹介している。
アニメーション監督のイシグロキョウヘイは学生時代から大貫のファンであり、2021年7月に公開された映画『サイダーのように言葉が湧き上がる』のシナリオや絵コンテは「春の手紙」を聴きながら書いていたという。大貫は当映画の劇中歌「YAMAZAKURA」の楽曲制作と歌唱を担当した。
作家でプロデューサーの川村由紀は2023年1月に、幻冬舎のウェブマガジンの連載で「春の手紙」をモチーフにした短編小説を寄稿している。

## 収録曲
両曲とも作詞・作曲: 大貫妙子、編曲: 小林武史
1. 春の手紙（4:06）
2. 会いたい気持（4:44）
3. 春の手紙 (オリジナル・カラオケ)

## 参加ミュージシャン
春の手紙
- Keyboards: 小林武史
- Electric Guitar: 徳武弘文
- Bass: 岡沢章
- Drums: 小田原豊
- Percussion: 浜口茂外也

会いたい気持
- Keyboards: 小林武史
- Guitar: 小倉博和
- Bass: 岡沢章
- Drums: 小田原豊

## 収録アルバム
春の手紙
- 『素直な気持』
- 『Shooting star in the blue sky』- (ALBUM MIX)
- 『Library 〜Anthology 1973-2003〜』
- 『One Fine Day』- (2005 version)
- 『palette』- (2005 version)
- 『手紙日和』- (コンピレーション・アルバム)

会いたい気持
- 『素直な気持』
- 『Shooting star in the blue sky』- (ALBUM MIX)
- 『Library 〜Anthology 1973-2003』

## カバー
| 曲名     | アーティスト | 収録作品            | 発売日        |
| -------- | ------------ | ------------------- | ------------- |
| 春の手紙 | 一十三十一   | アルバム『Letters』 | 2009年9月23日 |
| 春の手紙 | 福原タカヨシ | アルバム『Qualia』  | 2010年12月1日 |

## タイアップ
| 曲名         | 番組・コマーシャル                         | 初回放送日   |
| ------------ | ------------------------------------------ | ------------ |
| 春の手紙     | TBS系ドラマ『家栽の人』主題歌              | 1993年1月7日 |
| 春の手紙     | 三井住友フィナンシャルグループ TV-CMソング | 2010年1月9日 |
| 会いたい気持 | カルビーポテトチップス TV-CFソング         | 1993年       |